# توم همينغواي
توم همينغواي (بالإنجليزية: Tom Hemingway)‏ هو لاعب دوري الرغبي بريطاني، ولد في 6 ديسمبر 1986 في Dewsbury ‏ في المملكة المتحدة.